# Władysław Pryjmak
Władysław Andrijowycz Pryjmak, ukr. Владислав Андрійович Приймак (ur. 30 sierpnia 1996 w Symferopolu) – ukraiński piłkarz, grający na pozycji obrońcy.

## Kariera piłkarska

### Kariera klubowa
Wychowanek klubów Prykarpattia Iwano-Frankiwsk i Dynamo Kijów, barwy których bronił w juniorskich mistrzostwach Ukrainy (DJuFL). 7 sierpnia 2013 roku rozpoczął karierę piłkarską w drużynie Dynamo U-19. Latem 2015 odszedł do zespołu amatorskiego Nika Iwano-Frankiwsk. 21 lipca 2016 podpisał kontrakt z Prykarpattia Iwano-Frankiwsk. 29 grudnia 2017 przeniósł się do Weresu Równe. W lipcu 2018 po zamianie miejsc ligowych dwóch klubów został piłkarzem FK Lwów.
We wrześniu 2020 przeniósł się do Wołyni Łuck.